# Tarczka prodorsalna
Tarczka prodorsalna (ang. prodorsal shield, propodosomal shield, cephalothoracic shield, anterior shield) – zesklerotyzowana płytka w przedniej części ciała niektórych roztoczy.
U mechowców tarczka prodorsalna odpowiada prodorsum. U innych grup roztoczy właściwych leży na grzbietowej stronie propodosomy lub aspidosomy.

## Trombidiiformes
U szpecieli tarczka ta ma ogólny kształt zwykle zbliżony do trójkąta lub półkola. W części przednio-środkowej może być wyciągnięta w płatkowate wyrostki (frontal lobes). Może być także rozszerzona bocznie lub wyposażona w wyrostki zlokalizowane tylno-środkowo. Jej powierzchnia może być gładka lub ornamentowana (np. żeberkami, guzkami, rowkami). Wzór na niej może częściowo odzwierciedlać przyczepy mięśni po stronie wewnętrznej. Często powierzchnia pokryta jest liniowatymi costulae, spośród których część nosi swoje nazwy. Liczba szczecinek na tarczce prodorsalnej waha się od 0 do 5. Niektóre gatunki mają na niej jeden lub parę dołków gruczołowych. Niekiedy na tylno-bocznej krawędzi tej tarczki znajdują się organy światłoczułe. U niektórych gatunków prodorsum pozbawione jest tarczki.
Niekiedy tarczka ta jest poprzecznie podzielona jak u części Syringophilidae. Np. u samicy Picobia chloris ma postać dwóch wąskich, zesklerotyzowanych przepasek.

## Astigmata
Tarczka ta może mieć różne kształty i być słabiej lub silniej zesklerotyzowana. U rodzaju Pteronyssus często nosi różne wyrostki ogonowe.
Tarczka ta może się zlewać z innymi tarczkami. Za przykład posłużyć może Pterotrogus picumni. U samicy tego gatunku tarczka ta łączy się z tarczką hysteronotalną tworząc tarczkę dorsalną. U samca natomiast zlewają się wszystkie tarczki wierzchu ciała tworząc tarczkę idiosomalną, choć ślady łączeń między tarczką prodorsalną a skapularną są widoczne.